# Флаг Новосёловского сельсовета (Красноярский край)
Флаг муниципального образования Новосёловский сельсовет Новосёловского района Красноярского края Российской Федерации — опознавательно-правовой знак, служащий официальным символом муниципального образования.
Флаг утверждён 19 апреля 2012 года решением Совета депутатов Новосёловского сельсовета № 31-3 и 2 июля 2012 года внесён в Государственный геральдический регистр Российской Федерации с присвоением регистрационного номера 7753.

## Описание
«Прямоугольное двухстороннее полотнище с отношением ширины к длине 2:3, разделённое вертикально на три части красного цвета по краям и голубого цвета в середине (в отношении 1:3:1). Через все части в середине полотнища изображён белый пояс с жёлтой пряжкой и фурнитурой (ширина пояса — 1/4 ширины полотнища)».

## Обоснование символики
В 1719 году было основано селение под названием Новосёлка, как перевалочный пункт с Енисея на Чулым. В 1744 году, после строительства церкви, Новосёлка была преобразована в село Новосёлово, где жили бурлаки, сплавляющие медь и медную руду по Чулыму и Оби в Барнаул.
В настоящее время в селе расположена паромная переправа через Красноярское водохранилище.
Символика флага многозначна:
— красные полосы — символизируют берега Красноярского водохранилища;
— голубая полоса — символ самого водохранилища;
— лодка с колесом — аллегория паромной переправы Новосёлово—Улазы, обеспечивающей связь между собой многих населённых пунктов Новосёловского и других районов Красноярского края. Чайки, летящие к берегам, дополняют символику переправы;
— чайки — символ близкого берега на широких просторах Красноярского водохранилища, символ богатой фауны здешних мест. Чайка — птица, свободно летающая над водной стихией, украшение прибрежных утёсов и кораблей, плывущих к берегам. Это символ действия, символ свободного потенциала, который только и может привести к результату.
Голубой цвет (лазурь) — символ возвышенных устремлений, искренности, преданности, возрождения.
Красный цвет — символ труда, мужества, жизнеутверждающей силы, красоты и праздника.
Жёлтый цвет (золото) — символ богатства, стабильности, уважения и интеллекта, жизненной энергии.
Белый цвет (серебро) — символ чистоты, совершенства, мира и взаимопонимания.